# Rio Crucea (Voievodeasa)
O Rio Crucea (Voievodeasa) é um rio da Romênia, afluente do Voievodeasa, localizado no distrito de Harghita.